# 브랜디

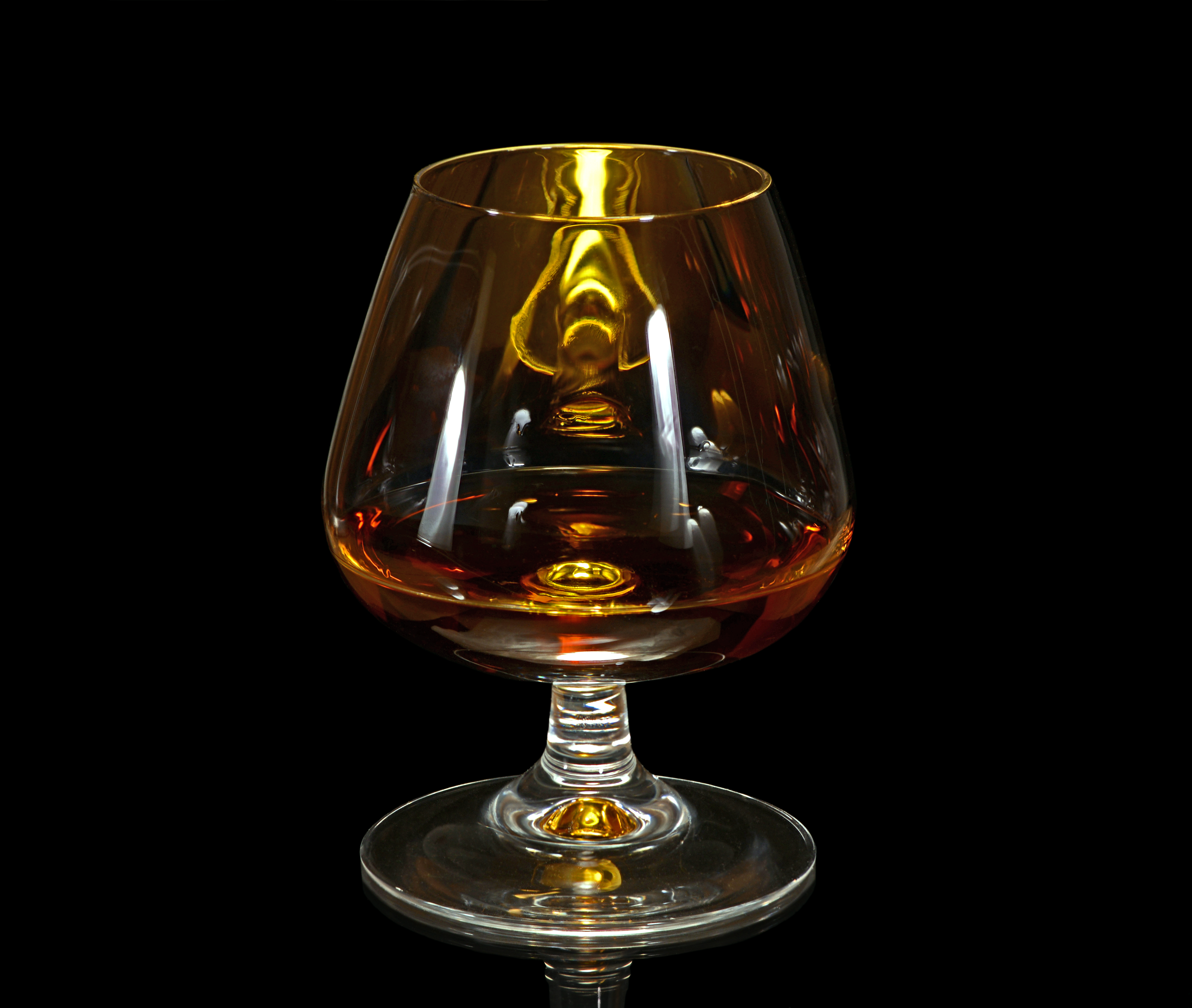
마르텔 코냑 브랜디

브랜디(영어: brandy, 문화어: 브란디)는 포도주를 증류하여 만든 술이다. 통 숙성에 의해 향미가 개선된 술로, 알코올 도수는 약 35-60도 가량이며 서구에서 식후주로 널리 소비된다.
과육을 쓰지 않고 과실의 껍질이나 압착 후의 찌꺼기를 사용한 증류주도 넓은 의미의 브랜디에 속한다. 또 봉밀주를 법적으로 과실주와 동등하게 취급하는 국가가 많은바, 이들 국가에서는 봉밀주를 증류한 증류주("허니잭")도 브랜디로 취급된다. 증류된 원주는 나무통에 넣어 숙성시키거나, 식용 색소를 첨가하는 등의 후처리가 가해지기도 한다. 숙성하지 않은 브랜디는 오드비(eaux-de-vie)라고 부른다.
브랜디는 과실주를 소비하는 지역이라면 거의 모든 곳에서 생산된다. 가장 유명하고 인기 있는 브랜디는 프랑스 남부에서 만드는 코냑(Cognac)과 아르마냑(Armagnac)이다. 코냑과 아르마냑은 브랜디를 만드는 지방의 지명이면서 곧 해당 지방에서 만드는 브랜디의 이름이기도 하다.

## 역사
브랜디의 기원은 증류법의 발달과 관련이 있다. 고전 시대에 이 과정이 알려졌지만, 15세기가 되어서야 중요한 음료 생산에 사용되었다. 16세기 초 프랑스 브랜디는 알코올 도수가 높고 운송이 편리하여 포르투갈의 강화 와인의 중심 역할을 차지하면서 대서양 삼각 무역을 시작하는 데 도움이 되었다. 무역에서 아프리카 쪽의 Canoemen과 경비병은 일반적으로 브랜디로 급여를 받았다. 17세기 후반에는 럼이 삼각 무역에서 교환주로 브랜디를 대체하였다.
처음에는 포도주를 증류하여 보존이 용이하고 상인들이 쉽게 운반할 수 있도록 한 의도였다. 또한 원래 포도주를 증류하여 부피로 계산하던 세금을 줄이기 위한 것으로 추측되며, 증류하여 제거한 물을 소비 직전의 브랜디에 다시 첨가하려는 의도였다. 결과적으로 생성된 생성물은 나무통에 담아 보관한 후 원래의 증류된 주정보다 향상된 것을 발견했다. 증류 과정에서 물을 제거하는 것 외에도 수많은 방향족 화합물이 생성되고 분해되면서 원액의 증류액 조성이 근본적으로 바뀌었다. 그 뒤에 색소, 당, 염 등의 비휘발성 물질은 증류기에 남아 원액과는 전혀 다른 맛을 내는 경우가 많았다.
1728년판 백과사전에 설명된 대로 브랜디를 증류하는 데는 다음과 같은 방법이 사용되었다.:
브랜디를 뽑아낼 주류를 증류병(cucurbit)에 반쯤 채운 다음, 약 1/6이 증류 또는 완전히 기화될 때까지 약간의 불을 올렸다. 한 번만 증류한 이 주류를 와인 증류주(spirit of wine) 또는 브랜디(brandy)라고 불렀다. 이것응 또 다른 증류(또는 여러 번 이상)로 정제한 것을 정류 와인의 증류주(spirit of wine rectified)라고 불렀다. 두 번째 증류는 중탕냄비(balneo mariae)와 유리 증류병에서 이루어졌고 주류는 양의 약 절반으로 증류되었다. 이것을 작업자가 브랜디를 생산하는 데 필요하다고 생각하는 한 추가로 정류되었다.
길고 번거로운 이 여러 증류를 단축하기 위해, 이를 단일 증류로 줄이는 화학 기구가 발명되었다. 정류된 와인 주정의 순도를 테스트하기 위해 일부에 불을 붙였다. 불에 모든 내용물이 타면서 불순물이 남지 않으면 좋은 술로 간주하였다. 또 다른 더 나은 테스트는 주정 바닥에 약간의 화약을 넣는 것이었다. 주정이 불에 탄 후 화약이 불타오르면 좋은 술로 간주하였다. (따라서 알코올 도수를 설명하는 현대적 "프루프(proof)"가 등장하게 되었다.)
대부분의 브랜디는 포도에서 증류되었기 때문에 훌륭한 브랜디를 생산하는 세계 각지의 지역은 포도 재배 지역과 거의 비슷한 수준을 유지해 왔다. 19세기 말, 해외 제국을 포함한 서유럽 시장은 프랑스와 스페인의 브랜디가, 동유럽은 불가리아, 크림반도, 조지아, 아르메니아 등 흑해 지역의 브랜디가 장악하고 있었다. 1877년 아르메니아 예레반에 아라라트 브랜디 브랜드 브랜드가 설립되었다. 이 브랜디는 시간이 지나면서 최고 브랜디 브랜드 중 하나가 되었고, 얄타 회담 당시 윈스턴 처칠은 이오시프 스탈린 이 준 아르메니아 브랜디 드빈에 깊은 인상을 받아 매년 여러 상자씩 보내 달라고 요청했다. 보도에 따르면 매년 400병의 드빈이 처칠에게 운송되었다고 한다. 1884년 다비드 사라지슈빌리는 조지아의 트빌리시에  브랜디 공장을 세웠다. 트빌리시는 당시 터키, 중앙아시아, 페르시아 무역로의 교차로였으며 러시아 제국의 일부였다.

## 기술
몇몇 주요 생산자를 제외하면 브랜디의 생산과 소비는 지역적 성격을 띠는 경향이 있어 생산방식도 상당히 다양하다.  와인 브랜디는 다양한 포도 품종으로 생산된다. 독특한 향과 특성을 지닌 특별한 품종을 선별하여 고품질 브랜디를 만드는 반면, 더 저렴한 어떤 와인을 사용하든 만들어진다.
브랜디는 소위 베이스 와인으로 만들어지며 이는 일반 테이블 와인과 현저한 차이가 있다. 더 높은 산 농도와 더 낮은 당도를 달성하기 위해 어린 포도로 만들어진다. 베이스 와인에는 일반적으로 일반 와인보다 더 적은 양(최대 20mg/L)의 황이 포함되어 있으며, 이는 단식증류기에서 구리와 반응하여 원하지 않는 황산 구리(II)를 생성하기 때문이다.  발효 중에 생성된 효모 침전물은 브랜디 스타일에 따라 와인에 보관될 수도 있고 그렇지 않을 수도 있다.
브랜디는 베이스 와인에서 두 단계로 나누어 증류된다. 먼저 베이스에서 물과 고형분의 상당 부분을 제거하여 ABV가 28~30%인 농축 와인, 소위 "로우 와인(low wine)"을 얻는다. 두 번째 단계에서는 로우 와인을 브랜디로 증류한다. 액체는 각각 "초류", "중류",  "후류"라고 하는 세 단계를 거쳐 포트에서 배출된다. 첫 번째 부분인 "초류"는 알코올 도수가 약 83%(166 US proof)이고 불쾌한 냄새가 난다. 끝 부분의 약한 부분인 "후류"는 머리 부분과 함께 버려지고 일반적으로 다른 로우 와인 배치와 혼합되어 다시 증류 사이클에 들어간다. 향과 풍미가 가장 풍부한 중간 중류 부분은 나중에 숙성될 수 있도록 보존된다.
증류는 단순히 와인의 알코올 함량을 높이는 것이 아니다. 제품이 증류되는 열과 증류기의 재료(보통 구리)는 증류 중에 화학 반응을 일으킨다. 이는 수많은 새로운 휘발성 향 성분의 형성, 와인 내 향 성분의 상대적인 양의 변화, 에스테르와 같은 성분의 가수분해로 이어진다.
브랜디는 일반적으로 단식증류기 (배치 증류)에서 생산되지만 증류탑(column still)은 연속 증류에도 사용될 수 있다. 이러한 방식으로 얻은 증류액은 알코올 도수가 더 높고(약 90% ABV) 향이 덜하다. 장치의 선택은 생산되는 브랜디의 스타일에 따라 다르다. 코냑과 남아프리카 브랜디는 배치 증류되는 브랜디의 예이며 많은 미국산 브랜디는 컬럼 스틸에서 분별 증류를 사용한다.

### 숙성
증류 후, 숙성되지 않은 브랜디를 오크통에 넣어 숙성시킨다.  일반적으로 자연적인 황금색 또는 갈색 색상의 브랜디는 오크통에서 숙성된다(단일 배럴 숙성). 일부 브랜디, 특히 스페인산 브랜디는 생산자가 매년 배럴을 바꾸는 솔레라(solera) 시스템을 사용하여 숙성된다. 스타일, 등급 및 법적 요구 사항에 따라 일정 기간 숙성한 후 숙성된 브랜디를 증류수와 혼합하여 알코올 도수를 낮추고 병에 담는다. 일부 브랜디에는 캐러멜 색소와 설탕이 첨가되어 배럴 숙성의 모습을 흉내낸다.

## 소비

### 제공
브랜디는 전통적으로 스니프터(snifter), 포도주잔, 튤립 글라스에 담아 실온(니트)으로 제공된다.  상온에서 마실 때에는 잔을 손바닥으로 쥐거나 가볍게 가열하면 약간 따뜻해지는 경우가 많다. 브랜디를 과도하게 가열하면 알코올 증기가 너무 강해져 향이 너무 강해질 수 있다. 따뜻한 브랜디를 좋아하는 사람들은 브랜디를 따르기 전에 잔을 데워달라고 요청할 수도 있다.
브랜디를 다른 음료에 첨가하여 여러 가지 인기 있는 칵테일을 만들 수 있다. 여기에는 브랜디 사와, 브랜디 알렉산더, 칵테일, 브랜디 데이지, 브랜디 올드 패션드가 포함된다.
영국계 인도인들은 주로 "브랜디-포니(brandy-pawnee, 물을 넣은 브랜디)"를 사용한다.

### 요리 사용
브랜디는 스테이크와 다른 육류의 팬 소스를 만드는 데 사용되는 일반적인 탈지액이다. 일부 수프, 특히 양파 수프에서 더 강렬한 풍미를 낸다.
영국 크리스마스 요리에서 브랜디는 크리스마스 케이크, 브랜디 버터, 크리스마스 푸딩과 같은 전통 음식에서 흔히 사용되는 향료이다. 또한 축제 시즌에 마시는 멀드 와인과 에그노그와 같은 음료에도 일반적으로 사용된다.
브랜디는 크레페 쉬제트나 체리 주빌리 등의 요리를 플람베할 때 사용한다. 브랜디는 전통적으로 크리스마스 푸딩 위에 부어 서빙하기 전에 불을 붙인다. 플람베를 사용하면 브랜디의 알코올을 최대 75%까지 유지할 수 있다.

### 역사적 의학적 활용
19세기에 브랜디는 종종 "자극적"이라는 이유로 의료용으로 사용되었다. 또한 열대 아프리카를 탐험하던 많은 유럽 탐험가들도 브랜디를 사용했는데, 그들은 브랜디를 규칙적으로 적당히 마시면 여행자가 열, 우울증, 스트레스에 대처하는 데 도움이 될 수 있다고 제안했다. 이러한 견해는 19세기 후반과 20세기 초반에 사람들이 브랜디의 "의학적" 특성을 사교적 음주의 변명으로 사용하고 있다는 의견이 나오면서 인기를 잃었다.

## 브랜드

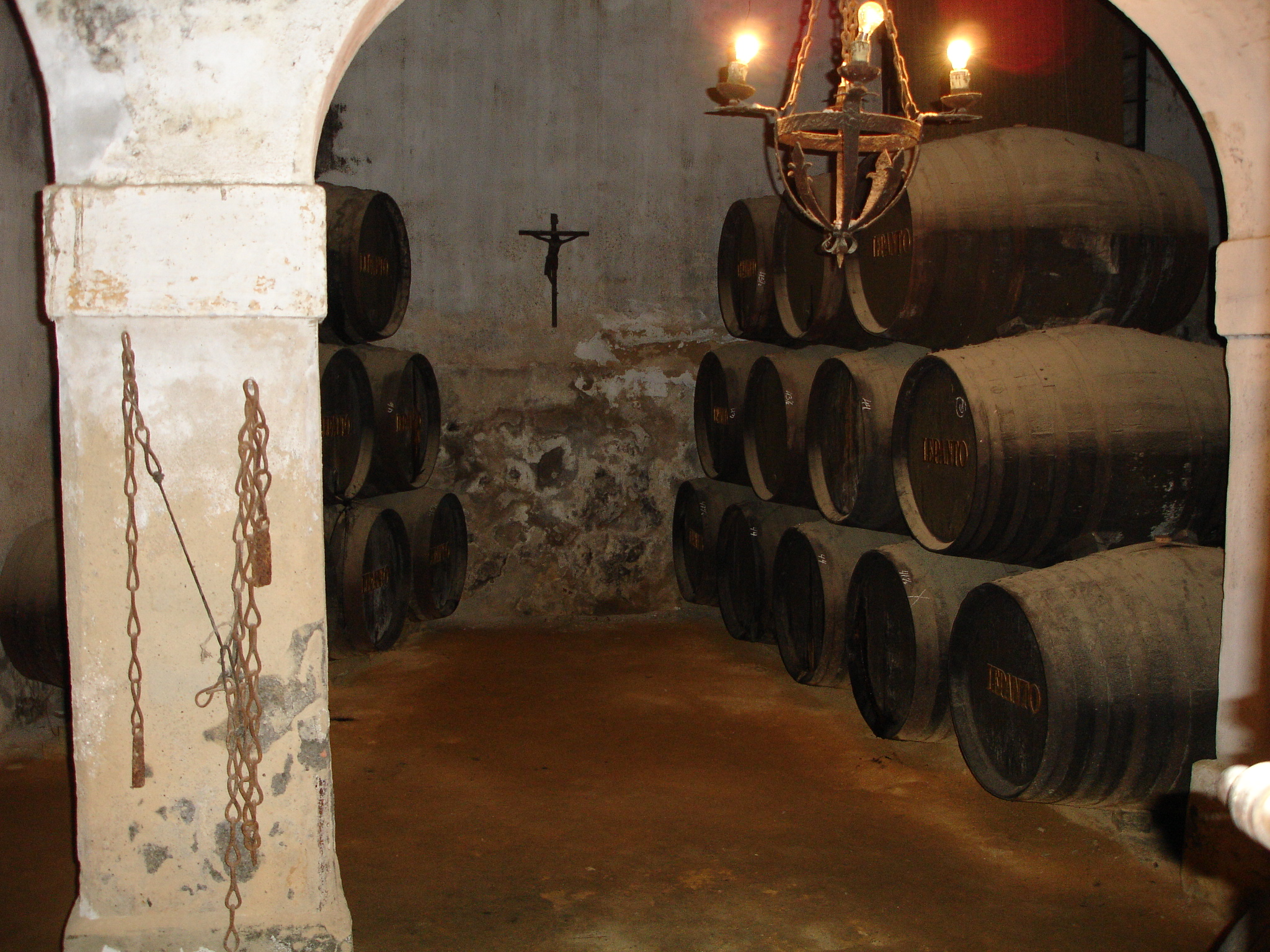
오크통 에서 숙성중인 브랜디 데 헤레스

- 대부분의 미국 포도 브랜디 생산은 캘리포니아에서 이루어진다.[5] 인기 브랜드로는 크리스찬 브라더스, E&J 갈로, 코벨, 폴 메이슨 등이 있다.
- 아라라트(Ararat): 아라라트는 1877년부터 생산되었으며 아르메니아 남부의 아라라트 평원에서 생산된다. 시중에 판매되는 병은 3년에서 20년까지 숙성된다.
- 프랑스:
  - 아르마냑(Armagnac)은 프랑스 남서부 아르마냑 지역, 제르, 랑드, 로테가론의 포도로 만들어진다. 구리 증류기에서 단일 연속 증류하고 가스코뉴나 리무쟁의 오크통에서 숙성하거나 오베르뉴의 유명한 트롱세 숲에서 숙성한다. 아르마냑은 프랑스 최초의 증류주였다.
  - 코냑(Cognac)은 프랑스 코냑 지역에서 생산되며[5] 포트 스틸을 사용하여 이중 증류한다. 유럽에는 "코냑"과 "아르마냑"을 "보호된 원산지 명칭"으로 간주되므로 해당 지역에서 전통적인 기술을 사용하여 생산해야 인정된다.
  - 핀(Fine)은 코냑과 아르마냑을 포함한 고품질 브랜디를 말하며, 핀 드 보르도, 핀 드 부르고뉴, 핀 드 라 마른 등이 포함된다.
- 키프로스 브랜디(Cyprus brandy)는 알코올 도수가 32% ABV(미국 증류 기준 64)에 불과하다는 점에서 다른 품종과 다르다.[20]
- 그리스 브랜디(Greek brandy)는 머스캣 와인에서 증류된다. 숙성 증류액은 햇볕에 말린 사바티아노, 술타나, 블랙 코린스 포도 품종을 숙성된 머스캣 와인과 섞어서 만든다.
- 브랜디 데 헤레스(Brandy de Jerez)는 스페인 안달루시아 지방의 헤레스데라프론테라(Jerez de la Frontera) 주변 포도원에서 유래되었다.[21] 일부 셰리에서 사용되며 별도의 제품으로도 판매된다. 원산지 명칭 보호(PDO)가 있다.[22]
- 카냐크(Kanyak) 또는 코냐크(konyak)는 튀르키예의 품종이며, 이름은 "코냑"의 튀르키예식 명칭으로, 튀르키예어로 "피를 태우다"는 뜻으로, 추운 날씨에 마시는 것을 가리킨다.[23]
- 포르투갈 로리냐(Lourinhã) 지역(리스본 바로 북쪽 소재)은 코냑, 아르마냑, 헤레스와 더불어 브랜디(아구아르덴치 비니카(aguardente vínica))만 생산하는 몇 안 되는 유럽 PDO 중 하나이다.[24][25]
- 구어체적으로 몰도바와 루마니아에서는 포도 브랜디를 코니아크(coniac)라고 부르지만, 공식적으로 몰도바에서는 디빈(Divin)이라고 하며 루마니아에서는 비나르스(Vinars)라고 한다. 이중 증류후, 보통 오크 통에서 숙성되고 연도에 따라 라벨이 붙는다(VS는 최소 3년, VSOP는 최소 5년, XO는 최소 7년, XXO는 최소 20년).[26]
- 러시아에서는 1885년 키즐리아르 브랜디 공장에서 프랑스에서 전해진 레시피에 따라 최초로 브랜디가 생산되었다.[27][28][29][30] 키즐리아르 브랜디는 고전적인 코냑 기술에 따라 생산되며 러시아에서 가장 인기 있는 음료 중 하나이다.[31][32] 또한 2008년에 이 공장은 크렘린 공급업체 길드의 지위를 회복했다.[32][33]
- 남아프리카 브랜디(South African brandy)는 법적으로 코냑과 거의 똑같은 방식으로 제조되며, 구리 증류기에서 이중 증류 공정을 거쳐 최소 3년 동안 오크 통에서 숙성한다. 이 때문에 남아프리카 브랜디는 매우 고품질로 간주된다.[14][34]
- 이탈리아 스트라베키오(Stravecchio)는 1700년대부터 이탈리아 북부, 특히 에밀리아로마냐와 베네토에서 생산되어 왔으며, 와인 양조에 인기 있는 산지오베제와 그리뇰리노와 같은 포도를 사용했다. 색상, 질감 및 마무리는 프랑스와 스페인산과 비슷하다. 가장 인기 있는 브랜드는 베키아로마냐, 스트라베키오 브랑카, 스톡 84이다. 이탈리아 북부는 중세 시대부터 포도주 스피릿의 또 다른 종류인 그라파(Grappa)로 주목받고 있으며, 일반적으로 무채색이지만 오크통에서 숙성되어 일반 브랜드와 동일한 캐러멜 색상을 구현하는 "바리크(barrique)라는 최고급 품종이 있다. 이탈리아에는 600개가 넘는 대형, 중형 또는 소형 증류소가 있어 스트라베키오와 그라파가 대량으로 생산된다. 이탈리아어를 사용하는 스위스의 티치노주에서도 그라파라는 이름으로 포마스 브랜디를 생산할 수 있다.

## 등급
브랜디는 전통적인 연도 등급 시스템을 가지고 있지만, 코냑과 아르마냑을 제외하고는 사용이 규제되지 않는다. 다음 표시는 일반적으로 브랜드 이름 근처 라벨에서 찾을 수 있다.:
- V.S. (very special) 또는 ✯✯✯ (three stars) : 최소 2년 이상 통에 보관한 가장 어린 브랜디를 섞어 만든 혼합물을 말한다.[36]
- V.S.O.P. (very superior old pale), 레제르브(Reserve), ✯✯✯✯✯ (five stars) : 최소 4년 동안 통에 가장 어린 브랜디를 넣어 보관한 혼합물을 말한다.[36]
- XO (extra old) 또는 나폴레옹(Napoléon) : 최소 6년 이상 보관한 가장 어린 브랜디를 블렌딩한 것을 말한다.[36]
- 오르다주(Hors d'âge) :  코냑의 경우 공식적으로 XO와 같은 명칭이지만, 아르마냑의 경우 최소 10년 이상 된 브랜디를 지칭한다. 실제로 이 용어는 생산자가 공식 연령 범위를 넘어 고품질 제품을 마케팅하는 데 사용된다.[35]

브랜디 데 헤레스의 경우 Consejo Regulador de la Denominacion Brandy de Jerez는 다음과 같이 분류한다:
- 브랜디 데 헤레스 솔레라(Solera): 6개월
- 브랜디 데 헤레스 솔레라 레세르바(Solera Reserva): 1년
- 브랜디 데 헤레스 솔레라 그란 레세르바(Solera Gran Reserva): 3년

러시아 브랜디(자국내에서는 전통적으로 "코냑"이라고 불린다.), 그리고 다른 많은 구소련 국가의 브랜디와 마찬가지로 프랑스와 유사한 전통적인 러시아 등급 시스템을 사용하지만 상당히 확장한다.:
- "Three stars" 또는 ✯✯✯ : 최소 2년 이상 통에서 숙성한 가장 어린 성분을 함유한 브랜디를 지칭하며, 프랑스의 V.S.와 유사하다.
- "Four stars" 또는 ✯✯✯✯ : 가장 어린 브랜디를 최소 3년 이상 숙성시킨 블렌드에 대해서이다.
- "Five stars" : 블렌드 중 가장 어린 브랜디가 4년 동안 숙성되었다는 것을 의미하며, 이는 프랑스 V.S.O.P와 유사하다
- КВ/KV ("Aged Cognac") is "XO" 또는 "나폴레옹"에 해당하는 명칭으로, 블렌드에 포함된 가장 어린 증류주의 숙성이 최소 6년 이상 되었다는 의미이다.
- КВВК/KVVK ("Aged Cognac, Superior Quality") 8년된 블렌드를 지칭하며, 일반적으로 최고 품질의 빈티지에만 사용된다.
- КС/KS ("Old Cognac"): 블렌드 중 가장 어린 주정의 경우 최소 10년 이상. (아르마냑의 오르다주에 대응).
- ОС/OS ("Very Old"): 프랑스 시스템을 넘어 20년 이상 된 블렌드를 지정한다.

## 같이 보기
- 증류주
- 포도주
- 코냑
- 아르마냑

## 참고 자료
- 이 문서에는 다음커뮤니케이션(현 카카오)에서 GFDL 또는 CC-SA 라이선스로 배포한 글로벌 세계대백과사전의 내용을 기초로 작성된 글이 포함되어 있습니다.